# Gikyode (Sprache)
Gikyode ist die Sprache der Gikyode-Volksgruppe und wird von nur noch 10.400 (2003) Sprechern in Ghana an der Grenze zu Togo in abseits gelegenen 9 Dörfern gesprochen. 
Alternative Namen sind Kyode und Chode. Gikoyode weist eine 75%ige Übereinstimmung mit Ginyanga in Togo auf.